# UVE (groupe)
Pour les articles homonymes, voir UVE et Vertigo.
UVE, aussi stylisé Uve ou uVe (anciennement Vértigo), est un groupe espagnol de rock alternatif, originaire d'Alicante, dans la Communauté valencienne. Il est formé au début de l'année 2004, et composé de Javier Sáez (chant), Manu Egido (basse), Mutha (guitare), Pedro Durán (guitare) et Joakín Tortosa (percussions). Ils comptent cinq albums, Inevitable (2005), La Frágil sensación de euforia (2007), Vendita Venganza (2009), Live@Texola (2013) et Hasta el Final (2015), et de nombreuses tournées dans tout le pays.

## Histoire
Après l'abandon du projet Home Insane, les quatre membres originaux se réunissent pour mettre en œuvre la nouvelle proposition rock, qui mélange des teintes de heavy metal, de rock gothique, de hard rock et d'emo. Un an après la formation du nouveau projet en 2004, appelé Vértigo, ils enregistrent et sortent leur premier album studio, Inevitable. Au cours des deux années suivantes, ils jouent dans de nombreux endroits en Espagne et commencent à attirer l'attention des médias spécialisés. 
À la fin de 2006, ils entrent aux studios Cube pour enregistrer un nouvel album. Le 17 avril 2007, ils sortent leur deuxième album studio, La Frágil sensación de euforia, qui est bien accueilli par le public et les fans de ce style musical. Il est produit par Carlos Escobedo et Alberto Seara,, et donne lieu à une nouvelle tournée entre 2007 et 2008. Le vidéoclip de leur single Hasta el amanecer réussit à être diffusé sur les chaînes de télévision musicales.
Le 16 avril 2009, leur troisième album, Vendita Venganza, sort. Cet album, produit par M.A. Mart et masterisé à New York par Andy Vandette, représente la consolidation du groupe. Leur son devient plus dur et leur attitude plus rock 'n' roll. Pendant la tournée de présentation de Vendita Venganza, Pedro Durán (guitariste) rejoint le groupe. La sortie est accompagnée de leur nouveau single Sigo en pie, dont le vidéoclip filmé à l'intérieur d'un cirque, et avec des prises de vue sous-marines, remporte le prix du public au festival international de vidéoclips FIVECC,. Entre 2011 et 2012, le groupe prépare de nouveaux morceaux et annonce un EP avec le line-up définitif de cinq musiciens. En 2012, le groupe annonce une pause à durée indéterminée dans sa carrière.
Le 26 juillet 2013, le groupe annonce son retour sur scène accompagné de la sortie d'un album live, Live@Texola, un best-of enregistré en live en janvier 2012 à la Sala Texola d'Elda, Alicante, qui sort en version numérique uniquement le 31 octobre 2013.
À l'automne 2014, après une campagne de financement participatif, ils commencent l'enregistrement de leur quatrième album, Hasta el final, un album de 11 chansons auto-produites par eux-mêmes et avec la collaboration des mécènes du projet pour l'enregistrement des chœurs. L'album sort finalement le 6 avril 2015.

## Discographie
- 2005 : Inevitable (La Creme Records, sous Vértigo)
- 2007 : La Frágil sensación de euforia (Desconocido Producciones / Lengua Armada, sous Vértigo)
- 2009 : Vendita Venganza  (Lengua Armada)
- 2013 : Live@Texola (Desconocido Producciones)
- 2015 : Hasta el Final (Desconocido Producciones)